# エイダイクイン
エイダイクイン（欧字名:Eidai Queen、1995年4月15日 - ）は、日本の競走馬、繁殖牝馬。主な勝ち鞍に1998年のクイーンカップ。

## 経歴

### 3歳時（1997年）
1997年に中山競馬場のダート1200mでデビューし、単勝1.3倍の圧倒的1番人気に支持されたがモールドオプトレーにアタマ差届かず2着に敗れる。2戦目の新馬戦で再び1番人気に支持され4馬身差の圧勝。しかし、続くプラナタス賞ではのちにスプリンターズステークスを勝利するマイネルラヴ、ダート重賞で5勝するスマートボーイ、その他重賞に顔を出すメンバーが多数揃って9着に敗れる。ちなみにこのレースを勝ったのは2番人気のヘイアンウインザーであり、次走のヒヤシンスステークスを勝利した。次走は芝の赤松賞。エイダイクインにとっては初めての芝で9番人気と評価が低かったがエアデジャヴーを抑え勝利。続いては中京2歳ステークスに出走。前走のつわぶき賞を快勝したエモシオンが単勝1.2倍の圧倒的1番人気に支持され、エイダイクインは2番人気だったが11.2倍と評価が低かった。レースはエイダイクインがエモシオンの猛追をクビ差封じ勝利した。

### 4歳時（1998年）
1998年の初戦はクイーンカップに出走。単勝2.7倍の2番人気に支持されエアデジャヴーに1 1/4馬身差をつけて快勝。続いて桜花賞にぶっつけ本番で挑む。単勝3.9倍の2番人気と多くの支持を集めたが、レース中に骨折し6着に敗れ余儀なく休養、クラシック制覇のチャンスを棒に振ってしまった。

### 5歳時（1999年）
骨折休養明けのレースダービー卿チャレンジトロフィーに約1年ぶりの出走。最後方からレースを進めたがブービーの13着に敗れる。休養を挟み11月の富士ステークスに出走。人気はなかったが、レッドチリペッパー、ブロードアピールの3着と好走。続く阪神牝馬特別に出走。5着に敗れた。

### 6歳時（2000年）
2000年の初戦は京都牝馬特別に出走。勝馬のスティンガーとは0.3秒差の7着に敗れる。続いて中山牝馬ステークスに出走。レッドチリペッパーの2着と好走。しかし、次走のエイプリルステークスは1番人気に支持されたが4着に敗れた。その後、新潟大賞典に出走。14着と大敗を喫した。続くエプソムカップに出走したが不良馬場が影響し9着に敗れた。次走のクイーンステークスでは一気に捲ってトゥザヴィクトリーのクビ差2着と好走。しかし府中牝馬ステークスで3番人気に支持されるが6着に敗れる。次のエリザベス女王杯では桜花賞以来2年7ヶ月ぶりのGIで10番人気と低評価だったが最後方追走から一気に追い込み、ファレノプシス、フサイチエアデールの3着と好走。しかし次の阪神牝馬特別は12着に敗れた。このレースを最後に引退し、故郷の東振牧場へ戻り繁殖入りする。

### 引退後
引退後、2001年から生まれ故郷の東振牧場で繁殖牝馬となる。2017年10月をもって繁殖を引退し、以降も東振牧場にて功労馬として余生を過ごしている。

## 競走成績
以下の内容は、netkeiba.comおよびJBISサーチに基づく。
| 年月日     | 競馬場 | 競走名           | 格   | 距離（馬場）  | 頭 数 | 枠 番 | 馬 番 | オッズ（人気） | 着順 | タイム （上り3F） | 着差 | 騎手     | 斤量 （kg） | 勝ち馬/（2着馬）       |
| ---------- | ------ | ---------------- | ---- | ------------- | ----- | ----- | ----- | -------------- | ---- | ----------------- | ---- | -------- | ----------- | ---------------------- |
| 1997.09.14 | 中山   | 3歳新馬          |      | ダ1200m（良） | 9     | 4     | 4     | 01.3（1人）    | 2着  | 1:13.9 (38.1)     | -0.0 | 江田照男 | 53          | モールドオブトレー     |
| 0000.09.27 | 中山   | 3歳新馬          |      | ダ1200m（重） | 9     | 7     | 7     | 01.8（1人）    | 1着  | 1:14.1 (38.9)     | -0.7 | 江田照男 | 53          | （カナハラディライト） |
| 0000.10.19 | 東京   | プラタナス賞     | 500  | ダ1400m（良） | 14    | 2     | 2     | 18.9（6人）    | 9着  | 1:27.4 (38.1)     | -1.1 | 江田照男 | 53          | ヘイアンウインザー     |
| 0000.11.23 | 東京   | 赤松賞           | 500  | 芝1600m（良） | 14    | 5     | 7     | 31.6（8人）    | 1着  | 1:36.3 (35.5)     | -0.0 | 江田照男 | 53          | （エアデジャヴー）     |
| 0000.12.14 | 中京   | 中京3歳S         | OP   | 芝1800m（良） | 16    | 4     | 8     | 11.2（2人）    | 1着  | 1:48.7 (36.2)     | -0.1 | 菊沢隆徳 | 54          | （エモシオン）         |
| 1998.02.22 | 東京   | クイーンC        | GIII | 芝1600m（良） | 15    | 7     | 14    | 02.7（2人）    | 1着  | 1:35.2 (35.2)     | -0.2 | 菊沢隆徳 | 54          | （エアデジャヴー）     |
| 0000.04.12 | 阪神   | 桜花賞           | GI   | 芝1600m（良） | 18    | 2     | 4     | 03.9（2人）    | 6着  | 1:34.6 (36.5)     | -0.6 | 菊沢隆徳 | 55          | ファレノプシス         |
| 1999.04.10 | 中山   | ダービー卿CT     | GIII | 芝1600m（良） | 14    | 7     | 12    | 43.9（10人）   | 13着 | 1:35.8 (35.6)     | -2.4 | 菊沢隆徳 | 54          | ケイワンバイキング     |
| 0000.11.27 | 東京   | 富士S            | GIII | 芝1400m（良） | 18    | 2     | 4     | 61.3（13人）   | 3着  | 1:21.9 (35.0)     | -0.5 | 菊沢隆徳 | 55          | レッドチリペッパー     |
| 0000.12.19 | 阪神   | 阪神牝馬特別     | GII  | 芝1600m（良） | 16    | 1     | 2     | 08.8（5人）    | 5着  | 1:34.2 (35.1)     | -0.6 | 菊沢隆徳 | 55          | ハイフレンドコード     |
| 2000.01.30 | 京都   | 京都牝馬特別     | GIII | 芝1600m（良） | 11    | 6     | 6     | 10.0（5人）    | 7着  | 1:35.2 (34.3)     | -0.3 | 藤田伸二 | 54          | スティンガー           |
| 0000.03.11 | 中山   | 中山牝馬S        | GIII | 芝1800m（良） | 16    | 5     | 9     | 08.8（4人）    | 2着  | 1:48.7 (35.0)     | -0.2 | 菊沢隆徳 | 54          | レッドチリペッパー     |
| 0000.04.16 | 中山   | エイプリルS      | OP   | 芝2000m（稍） | 7     | 6     | 6     | 02.1（1人）    | 4着  | 2:02.1 (36.8)     | -1.1 | 菊沢隆徳 | 55          | サクラナミキオー       |
| 0000.05.14 | 福島   | 新潟大賞典       | GIII | 芝2000m（稍） | 16    | 7     | 14    | 17.1（8人）    | 14着 | 2:02.9 (37.9)     | -1.9 | 二本柳壮 | 53          | タヤスメドウ           |
| 0000.06.11 | 東京   | エプソムC        | GIII | 芝1800m（不） | 15    | 5     | 8     | 26.4（9人）    | 9着  | 1:50.3 (37.0)     | -0.8 | 菊沢隆徳 | 56          | アメリカンボス         |
| 0000.08.13 | 札幌   | クイーンS        | GIII | 芝1800m（良） | 13    | 4     | 4     | 27.8（7人）    | 2着  | 1:46.9 (34.6)     | -0.1 | 二本柳壮 | 55          | トゥザヴィクトリー     |
| 0000.10.15 | 東京   | 府中牝馬S        | GIII | 芝1800m（良） | 13    | 1     | 1     | 06.6（3人）    | 6着  | 1:49.5 (34.1)     | -1.2 | 二本柳壮 | 55          | トゥザヴィクトリー     |
| 0000.11.12 | 京都   | エリザベス女王杯 | GI   | 芝2200m（良） | 17    | 7     | 14    | 35.7（10人）   | 3着  | 2:13.2 (33.0)     | -0.4 | 二本柳壮 | 55          | ファレノプシス         |
| 0000.12.17 | 阪神   | 阪神牝馬特別     | GII  | 芝1600m（良） | 14    | 4     | 6     | 12.0（4人）    | 12着 | 1:35.9 (36.3)     | -2.1 | 二本柳壮 | 55          | トゥザヴィクトリー     |

## 繁殖成績
|        | 生年   | 馬名                     | 性    | 毛色   | 父                 | 馬主                                  | 管理調教師                                                   | 戦績                      | 供用         | 出典   |
| ------ | ------ | ------------------------ | ----- | ------ | ------------------ | ------------------------------------- | ------------------------------------------------------------ | ------------------------- | ------------ | ------ |
| 初仔   | 2002年 | エイダイジュピター       | 牡    | 芦毛   | スペシャルウィーク | （有）東振牧場 →佐藤朗                | 美浦・鈴木康弘 →園田・中塚猛 →道営・松本隆宏                 | 23戦1勝（うちJRA4戦0勝）  |              | [ 7 ]  |
| 2番仔  | 2003年 | ワキノグラス             | 牡    | 芦毛   | グラスワンダー     | 脇山良之                              | 美浦・萩原清                                                 | 3戦0勝                    |              | [ 8 ]  |
| 3番仔  | 2004年 | グランプリサクセス       | 牡→騸 | 芦毛   | フォーティナイナー | （株）グランプリ →松岡幸男            | 栗東・藤岡健一 →栗東・小崎憲 →西脇・小牧毅                   | 77戦6勝（うちJRA39戦4勝） |              | [ 9 ]  |
| 4番仔  | 2005年 | エイダイセルリア         | 牝    | 黒鹿毛 | マンハッタンカフェ | （有）東振牧場 →佐藤朗                | 美浦・武市康男 →道営・柳澤好美 →道営・齊藤正弘               | 38戦2勝（うちJRA15戦2勝） | （繁殖牝馬） | [ 10 ] |
| 5番仔  | 2006年 | エイダイハリケーン       | 牡    | 芦毛   | フォーティナイナー | （有）東振牧場                        | 美浦・武市康男 →大井・赤嶺本浩                               | 13戦2勝（うちJRA12戦2勝） |              | [ 11 ] |
| 6番仔  | 2007年 | エイダイボルト           | 牡    | 芦毛   | ネオユニヴァース   | （有）東振牧場                        | 美浦・武市康男 →金沢・佐藤茂                                 | 74戦8勝（うちJRA9戦0勝）  |              | [ 12 ] |
| 7番仔  | 2008年 | エイダイポイント         | 牡    | 芦毛   | ネオユニヴァース   | （有）東振牧場                        | 美浦・菊沢隆徳                                               | 53戦2勝                   |              | [ 13 ] |
| 8番仔  | 2009年 | サンレイホーム           | 牡    | 栗毛   | ケイムホーム       | 永井啓弍                              | 栗東・西橋豊治                                               | 10戦0勝                   |              | [ 14 ] |
| 9番仔  | 2010年 | エイダイムーン           | 牡    | 栗毛   | アドマイヤムーン   | （有）東振牧場                        | 栗東・田中章博 →金沢・佐藤茂                                 | 83戦15勝（うちJRA3戦0勝） |              | [ 15 ] |
| 10番仔 | 2011年 | エイダイセットワン       | 牡    | 栗毛   | アルカセット       | 佐藤朗 →（有）東振牧場 →（同）JPN技研 | 道営・齊藤正弘 →金沢・佐藤茂 →名古屋・成田明 →佐賀・矢野久美 | 地方51戦8勝               |              | [ 16 ] |
| 11番仔 | 2012年 | エイダイサンデー         | 牡    | 芦毛   | ディープスカイ     | （有）東振牧場 →酒井孝敏              | 栗東・田中章博 →金沢・佐藤茂 →高知・宮路洋一 →大井・香取和孝 | 79戦10勝（うちJRA9戦0勝） |              | [ 17 ] |
| 12番仔 | 2013年 | クインジョウ             | 牝    | 芦毛   | パイロ             | （有）東振牧場 →（有）ホースケア      | 栗東・田中章博                                               | 2戦0勝                    |              | [ 18 ] |
| 13番仔 | 2014年 | エイダイコンドル         | 牡    | 芦毛   | ヴァーミリアン     | （有）東振牧場 →（有）ホースケア      | 美浦・堀井雅広 →道営・岡島玉一 →金沢・佐藤茂 →笠松・湯前良人 | 31戦0勝（うちJRA2戦0勝）  |              | [ 19 ] |
| 14番仔 | 2015年 | （エイダイクインの2015） | 牝    |        | スズカマンボ       |                                       |                                                              |                           |              | [ 20 ] |

## 血統表
| エイダイクインの血統                 | エイダイクインの血統                  | エイダイクインの血統        | （血統表の出典）            | （血統表の出典）      |
| 父系                                 | パーソロン系                          | パーソロン系                | パーソロン系                | [ § 2 ]               |
| 父 メジロマックイーン 1987 芦毛 日本 | 父の父メジロティターン 1978 芦毛 日本 | メジロアサマ                | *パーソロン                 | *パーソロン           |
| 父 メジロマックイーン 1987 芦毛 日本 | 父の父メジロティターン 1978 芦毛 日本 | メジロアサマ                | *スヰート                   |                       |
| 父 メジロマックイーン 1987 芦毛 日本 | 父の父メジロティターン 1978 芦毛 日本 | *シエリル                   | *スノッブ                   | *スノッブ             |
| 父 メジロマックイーン 1987 芦毛 日本 | 父の父メジロティターン 1978 芦毛 日本 | *シエリル                   | Chanel                      |                       |
| 父 メジロマックイーン 1987 芦毛 日本 | 父の母メジロオーロラ 1978 栗毛 日本   | *リマンド                   | Alcide                      | Alcide                |
| 父 メジロマックイーン 1987 芦毛 日本 | 父の母メジロオーロラ 1978 栗毛 日本   | *リマンド                   | Admonish                    |                       |
| 父 メジロマックイーン 1987 芦毛 日本 | 父の母メジロオーロラ 1978 栗毛 日本   | メジロアイリス              | *ヒンドスタン               | *ヒンドスタン         |
| 父 メジロマックイーン 1987 芦毛 日本 | 父の母メジロオーロラ 1978 栗毛 日本   | メジロアイリス              | アサマユリ                  |                       |
| 母 ユキノサンライズ 1987 芦毛 日本   | 母の父ホリスキー 1979 黒鹿毛 日本     | マルゼンスキー              | Nijinsky                    | Nijinsky              |
| 母 ユキノサンライズ 1987 芦毛 日本   | 母の父ホリスキー 1979 黒鹿毛 日本     | マルゼンスキー              | *シル                       |                       |
| 母 ユキノサンライズ 1987 芦毛 日本   | 母の父ホリスキー 1979 黒鹿毛 日本     | オキノバンダ                | *オンリーフォアライフ       | *オンリーフォアライフ |
| 母 ユキノサンライズ 1987 芦毛 日本   | 母の父ホリスキー 1979 黒鹿毛 日本     | オキノバンダ                | メジロビーナス              |                       |
| 母 ユキノサンライズ 1987 芦毛 日本   | 母の母サリュウジョウ 1979 芦毛 日本   | *カラード                   | *ゼダーン                   | *ゼダーン             |
| 母 ユキノサンライズ 1987 芦毛 日本   | 母の母サリュウジョウ 1979 芦毛 日本   | *カラード                   | Embellie                    |                       |
| 母 ユキノサンライズ 1987 芦毛 日本   | 母の母サリュウジョウ 1979 芦毛 日本   | ニットウコトブキ            | *ハードリドン               | *ハードリドン         |
| 母 ユキノサンライズ 1987 芦毛 日本   | 母の母サリュウジョウ 1979 芦毛 日本   | ニットウコトブキ            | テルギク                    |                       |
| 母系(F-No.)                          | ノースヴィクスン系(FN:16-b)           | ノースヴィクスン系(FN:16-b) | ノースヴィクスン系(FN:16-b) | [ § 3 ]               |
| 5代内の近親交配                      | アウトブリード                        | アウトブリード              | アウトブリード              | [ § 4 ]               |
| 出典                                 | 1. 2. 3. 4.                           | 1. 2. 3. 4.                 | 1. 2. 3. 4.                 | 1. 2. 3. 4.           |